# Paweł Burali d’Arezzo
Paweł Burali d’Arezzo właśc. Paolo (Scipione) Burali d’Arezzo CRT (ur. w 1511 w Itri, zm. 17 czerwca 1578 w Neapolu) – włoski kardynał i błogosławiony Kościoła katolickiego.

## Życiorys
Urodził się w 1511 roku w Itri, jako syn Paola Buraliego i Vittorii Olivares (jego chrzcielne imię to Scipione). Studiował na Uniwersytecie Bolońskim, gdzie uzyskał doktorat utroque iure. Po studiach otworzył praktykę prawniczą w Neapolu i został doradcą cesarskim Karola V. Po rozwiązaniu kilku spraw sądowych otrzymał propozycję zostania audytorem Roty Rzymskiej, jednak odmówił. W 1557 roku wstąpił do zakonu teatynów, przyjmując imię Paolo. 2 lutego 1558 roku złożył profesję wieczystą, 5 marca przyjął święcenia diakonatu, a trzy tygodnie później – prezbiteratu. Odmówił przyjęcia diecezji Castellammare, Crotone i Brindisi. 23 lipca 1568 roku został wybrany biskupem Piacenzy, a 1 sierpnia przyjął sakrę. 17 maja 1570 roku został kreowany kardynałem prezbiterem i otrzymał kościół tytularny Santa Pudenziana. W 1576 roku został arcybiskupem Neapolu. W trakcie pobytu w Torre del Greco, upadł i złamał kość udową, co pogorszyło jego stan zdrowia. Zmarł 17 czerwca 1578 roku w Neapolu.
8 czerwca 1772 roku Klemens XIV beatyfikował kardynała, a dniem jego wspomnienia liturgicznego jest 17 czerwca.